# Märjamaa järtade
Märjamaa järtade este o arie protejată (arie specială de conservare — SAC, sit de importanță comunitară — SCI) din Estonia întinsă pe o suprafață de 113,8 ha, integral pe uscat.

## Localizare
Centrul sitului Märjamaa järtade este situat la coordonatele 58°54′03″N 24°27′40″E / 58.9008°N 24.4611°E.

## Înființare
Situl Märjamaa järtade a fost declarat sit de importanță comunitară în aprilie 2004 pentru a proteja 1 specie de plante. Situl a fost protejat și ca arie specială de conservare în martie 2006.

## Biodiversitate
Situată în ecoregiunea boreală, aria protejată conține 6 habitate naturale: Turlough, Pajiști uscate seminaturale și facies de acoperire cu tufișuri pe substraturi calcaroase (Festuco-Brometalia) (* situri importante pentru orhidee), Pajiști cu Molinia pe soluri calcaroase, turboase sau argilos-nămoloase (Molinion caeruleae), Pajiști din zone de pădure fino-scandinave, Taiga vestică, Păduri fino-scandinave bogate în ierburi cu Picea abies.
La baza desemnării sitului se află o specie protejată de  plante: Thesium ebracteatum.
Pe lângă speciile protejate, pe teritoriul sitului au mai fost identificate 2 specii de plante.